# 猿の仲裁
猿の仲裁（さるのちゅうさい）は、日本の民話。おむすびの大きさを争う2匹の犬（または猫）を猿が仲裁するが、自分で食べてしまう話。
稲田浩二『日本昔話通観』の昔話タイプ・インデックスでは563番。AT分類番号は518（不正な仲裁人が論議の的になっている物品を横領する）。

## あらすじ
小さいおむすびを拾った大きい犬が、大きいおむすびを拾った小さい犬におむすびを交換しようと持ちかけたことから喧嘩になる。猿が仲裁にはいり、2つのおむすびの大きさをはかって大きい方を自分が食べることで公平にしようとするが、とうとう全部自分で食べてしまう。

## 類話
稲田によると、以下のような類話がある:524-525。
- 韓国では、犬と狐が肉を争い、猿が同様に分配する。
- ネパールでは、2匹の猫がパンを争うが、後は同様である。
- パンジャブでは、2匹の猫がパンを争う。猿が分配しようとしてほとんどパンはなくなるが、残りも仲裁の礼だといって猿が自分で食べてしまう。

ジャータカには以下のような話がある。2匹のイタチが獲物の魚を分けようとして争い、公平に分けるようにジャッカルに頼む。ジャッカルは魚を頭・胴・尾の3つの部分に分け、イタチの片方に頭を、もう片方に尾を与え、胴の部分は自分が持っていってしまう。
17世紀のラ・フォンテーヌの寓話詩では第9巻第9話「牡蠣と訴訟人」 (fr:L'Huître et les Plaideurs) が類似した話である。2人の巡礼が牡蠣をめぐって争うが、ペラン・ダンダン（ラブレー『第三之書』に登場する貪欲な自称裁判官）は牡蠣を自分で食い、2人には牡蠣殻を1枚ずつ与える:474-475。
ジャン＝バティスト・ペラン (Jean Baptiste Perrin (fl. 1786)) の寓話集（1771年）に「2匹の猫と猿」がある。2匹の猫がチーズを争い、猿が大きい側を食べていく。ランデル(Joseph Benjamin Rundell)編イソップ寓話集（1874年）やジェフリーズ・テイラー (Jefferys Taylor) の韻文イソップ寓話集（1820年）では同じ話をイソップ寓話としているが、しかし古いイソップ寓話の文献にこの話は見えない。

## 使用
ソ連の1954年のアニメーション映画『2頭の貪欲な熊の子』 (ru:Два жадных медвежонка) はハンガリーの民話をもとにしているが、2頭の熊の子がチーズを争う。狐は公平に分けると称して大きい方をかじっていき、熊たちにはほんの小さな欠片しか残さない。